# Fogdö
Fogdö är en ö i norra Roslagen, Stockholms län, belägen mellan Singö i norr och Väddö i söder. Broförbindelse finns till dessa två öar. Väster om Fogdö ligger Singöfjärden och öster Ålands hav. SL-buss från Norrtälje/Stockholm trafikerar ön.